# Campiglossa hirayamae
Campiglossa hirayamae este o specie de muște din genul Campiglossa, familia Tephritidae. A fost descrisă pentru prima dată de Matsumura în anul 1916. Conform Catalogue of Life specia Campiglossa hirayamae nu are subspecii cunoscute.